# Zayyan ibn Mardanix
Zayyan ibn Mudafi ibn Yússuf ibn Sad ibn Mardanix al-Judhamí (àrab: زيان بن مدافع بن يوسف بن سعد بن مردنيش الجذامي, Zayyān b. Mudāfiʿ b. Yūsuf b. Saʿd b. Mardanīx al-Juḏāmī), més conegut simplement com Zayyan ibn Mardanix (àrab: زيان بن مردنيش, Zayyān b. Mardanīx) (Onda (Plana Baixa), ? - Tunis, 1270) fou el darrer emir de Balànsiya. En les cròniques cristianes el nom és recollit com a Çahèn, Çaèn i Çaent al Llibre dels Feyts, o Çaièn en una anotació del Llibre del Repartiment valencià, en referència el seu nom de pila (ism), tot reflectint la pronúncia pròpia de l'arabovalencià de l'època al s.XIII.
Net d'Abu-l-Hajjaj, va ser el darrer rei musulmà de València. Va fer fora del càrrec de governador l'almohade Abu-Zayd el 1229, qui havia arribat a un acord de vassallatge amb el rei Jaume I, cosa que li havia de facilitar a aquest darrer la conquesta del Regne de València.
Des de l'emirat de Múrsiya, el rebel antialmohade Muhàmmad ibn Hud ja havia assetjat la ciutat de València pressionant Abu-Zayd perquè l'abandonara, però l'amenaça de Castella va fer que Ibn Hud es retirara. Tot aquest desordre en la ciutat de València va fer créixer les ànsies de Jaume I per intentar de nou la conquista del regne, després d'haver pres Mallorca als musulmans el 1229.

## L'aliança de Jaume I i Abu-Zayd
El conveni de Calataiud, signat entre Jaume I i Abu-Zayd, havia fet que molts musulmans s'hagueren passat al bàndol encapçalat per Ibn Mardanix, natural d'Onda, creient que Abu-Zayd els havia traït en abandonar la llei de Mahoma i acostar-se a la de Crist. Davant de la pressió de Zayyan i els seus seguidors, Abu-Zayd va abandonar la ciutat de València i es va traslladar a Sogorb, cap al nord, on encara conservava el poder. Zayyan va entrar triomfalment a la ciutat de València al gener del 1229, encara que no va arribar a convertir-se en rei.
Jaume I començà la conquesta del regne de València capturant Borriana el juliol del 1233, el setge de la qual havia durat dos mesos. Immediatament després, van caure tots els castells al nord d'aquesta ciutat, llavors capital de la Plana, entre els quals hi havia Peníscola, Castelló de la Plana, Borriol, les Coves de Vinromà i Vilafamés. En aquell moment, quasi tot el regne al sud de Borriana estava en poder de Zayyan, llevat dels castells de Sogorb, Aiòder, Almenara, Arenós, Cirat, Llíria, Nules, Onda, Vilamalefa i alguns altres, que seguien fidels a Zayd Abu-Zayd.
Tres anys després de conquerir Borriana i tots els territoris al nord d'aquesta ciutat, en la primavera del 1236 es conquistà i fortificà el Puig, posició clau per al domini de l'Horta i l'accés nord a Balànsiya. Zayyan aplegà un gran exèrcit per tal de reconquerir-lo, però fou vençut en la batalla del Puig de Santa Maria el 20 d'agost del 1237, en què Jaume I no prengué part perquè es trobava a Lleida. En aquesta batalla, va morir son oncle Bernat Guillem d'Entença. Després d'aquesta derrota, Zayyan es va fer fort a la ciutat de València (Balànsiya).

## El setge de Balànsiya
El 1238, Jaume I va assetjar la ciutat de València ajudat per nobles catalanoaragonesos i pel mateix Zayd Abu-Zayd. El 22 d'abril del 1238, Jaume I es dirigí al Grau de València per posar setge formal a la ciutat, i establí el seu lloc de comandament a Russafa. Nombrosos cavallers d'Aragó, Catalunya, Provença, i també d'Alemanya, Hongria, Itàlia, Anglaterra, etc., s'incorporaren al setge, després de les crides del rei i de la butla de croada atorgada pel papa Gregori IX el febrer del 1237.
Zayyan, en veure's envoltat de tropes cristianes, demanà ajut als sobirans musulmans, però només Abu-Zakariyyà, emir hàfsida de Tunis, l'escoltà i envià a València un estol de dotze naus, que arribaren el 17 d'agost del 1237 a Balànsiya, però no gosaren desembarcar, perquè la muralla havia començat a ser atacada i incendiada per Jaume I.
Després de cinc mesos de setge, com que a la ciutat escassejaven els aliments, Zayyan, perduda tota esperança d'auxili, inicià els tractes per rendir la ciutat a Jaume I. La mateixa Balànsiya que havia resistit dos anys al Cid, només suportà cinc mesos l'atac de Jaume I, proveït de millor maquinària de setge. Zayyan es rendí i lliurà a Jaume I la ciutat, fet que s'esdevingué el 28 de setembre del 1238. Per fer pública la capitulació, el 28 de setembre del 1238, els musulmans valencians hissaren a la torre d'Alí Bufat el penó de la conquesta, la senyera reial d'Aragó i Catalunya. El dissabte 9 d'octubre del 1238, Jaume I feu l'entrada oficial a la ciutat. En els acords de capitulació, Zayyan i els musulmans que volgueren marxar podrien fer-ho al sud del Xúquer i els musulmans que volgueren quedar-se podien fer-ho segurs, sota el domini cristià.

## El setge de Laqant
Zayyan havia pactat amb Jaume I la seua eixida i la dels seus de les terres valencianes pel port de Cullera, cap a Tunis. El cert és que Zayyan va acabar proclamat com a nou sayyid de l'Emirat de Múrsiya en 1239 tot i que no durà més de dos anys al poder per la seua aliança pro-almohade, que no tenia el recolzament de les elits andalusines natives. Foragitat del poder murcià, acabà com a governador d'Alacant el 1241, des d'on es sublevà contra el nou protectorat del regne mudèjar de Múrcia imposat per Castella en 1243. Hi va suportar un setge de quatre anys, mentre mirava de donar una eixida d'evacuació a la població andalusina cap a Ifríqiya, ja que Alacant disposava de l'únic port marítim existent entre el Delta de l'Ebre i Almeria. En 1247, finalment, abandonà Alacant camí cap a Kairuan, on el califa d'Ifríqiya el nomenà governador local i on morí en l'any 1270.